# Грийн (окръг, Уисконсин)
Вижте пояснителната страница за други населени места с името Грийн.
Окръг Грийн (на английски: Green County) е окръг в щата Уисконсин, Съединени американски щати. Площта му е 1515 km², а населението - 37 093 души (1 април 2020). Административен център е град Монро.